# 阿尔莫斯特
阿尔莫斯特（西班牙语）是西班牙加泰罗尼亚塔拉戈纳省的一个市镇。总面积6平方公里，总人口945人（2001年），人口密度158人/平方公里。